# Сиваченко Тамара Порфиріївна
Тамара Порфиріївна Сиваченко (5 жовтня 1923, с. Єкатеринівка, Лискинський район, Воронезька область, РРФСР — 3 лютого 2015, Україна) — український лікар-радіолог, педагог; один з провідних учених-радіологів і організаторів радіологічної служби України. Доктор медичних наук, професор.
Заслужений діяч науки і техніки УРСР.

## Життєпис
Народилась у родині лікаря. У 1947 році закінчила Київський медичний інститут. Відтоді працювала дільничним лікарем, головним лікарем поліклініки, лікарем-рентгенологом м. Києва і у структурах Київської міської адміністрації.
У 1957 році захистила кандидатську дисертацію «Вплив нейтронних речовин та фосфорного навантаження на виведення радіоактивного фосфору із організму».
У 1966—1993 рр. очолювала кафедру медичної радіології Київського інституту удосконалення лікарів.
У 1967 році захистила докторську дисертацію за темою «Діагностичне та лікувальне застосування радіоактивних ізотопів йоду», за рік отримала звання професора.
За весь час роботи змогла підготувати 7 докторів та 37 кандидатів наук.
У 1990-х рока входила до складу Національної комісії по радіаційному захисту населення України.

### Наукова діяльність
Основні наукові праці були присвячені вивченню питань оптимізації радіонуклідної діагностики і променевої терапії, розробці і модернізації радіоелектронної апаратури для радіонуклідної діагностики.
У 1972 році за розробку та впровадження у практику закладів охорони здоров'я радіоізотопної і лазерної апаратури, а також комплексу методик для біологічних досліджень, діагностичного та лікувального застосування було присуджено Державну премію УРСР в галузі науки й техніки.

#### Вибрані праці
- Радиоизотопная диагностика (аппаратура и методики исследования): монография / ред.: Т. П. Сиваченко, А. Ю. Ратманский. — Киев: Здоров'я, 1969
- Руководство по ядерной медицине / Т. П. Сиваченко. — М.: Высшая школа, 1991
- Променева діагностика / Коваль Г. Ю., Мечев Д. С., Сиваченко Т. П. та ін. — К.: Медицина України, 2009

## Нагороди та відзнаки
- Почесна грамота Президії Верховної Ради України[3]
- Тричі Орден «Знак Пошани»[3]
- Відмінник охорони здоров'я[3]
- Людина року за версією American Biographical Institute Board of International Research[1]